# Pozuelo de Vidriales
Pozuelo de Vidriales es una localidad del municipio de Santibáñez de Vidriales, situada en la comarca de Benavente y Los Valles, en la provincia de Zamora, perteneciente a la comunidad autónoma de Castilla y León, en España.
Lugares de interés:
Fuente Romana
Bodegas
Iglesia y alrededores
Plaza Central del pueblo
Pista de Pádel 
Local Social 
Toro
Plaza de Abajo 
Lagunas
Antiguo alambique

## Historia
En la Edad Media, el territorio en el que se asienta Pozuelo quedó integrado en el Reino de León, cuyos monarcas habrían emprendido la fundación del pueblo.
Posteriormente, en la Edad Moderna, Pozuelo fue una de las localidades que se integraron en la provincia de las Tierras del conde de Benavente y dentro de esta en la Merindad de Vidriales y la receptoría de Benavente.
No obstante, al reestructurarse las provincias y crearse las actuales en 1833, Pozuelo de Vidriales pasó a formar parte de la provincia de Zamora, dentro de la Región Leonesa, quedando integrada en 1834 en el partido judicial de Benavente.
Hasta 1968 Pozuelo fue un municipio independiente, incorporándose en dicho año al de Santibáñez de Vidriales.

## Geografía humana

### Demografía
| Gráfica de evolución demográfica de Pozuelo de Vidriales entre 1842 y 1960 |
| |
| Población de derecho según los censos de población del INE Población de hecho según los censos de población del INEEntre el censo de 1857 y el anterior, crece el término del municipio porque incorpora a 495061 (Grijalba de Vidriales) Entre el censo de 1970 y el anterior, este municipio desaparece porque se integra en el municipio 49206 (Santibáñez de Vidriales) |

## Fiestas
Pozuelo de Vidriales celebra sus principales fiestas el primer fin de semana de agosto salvo que sea primeros de mes, las denominadas fiestas de la juventud.